# Base Decepción

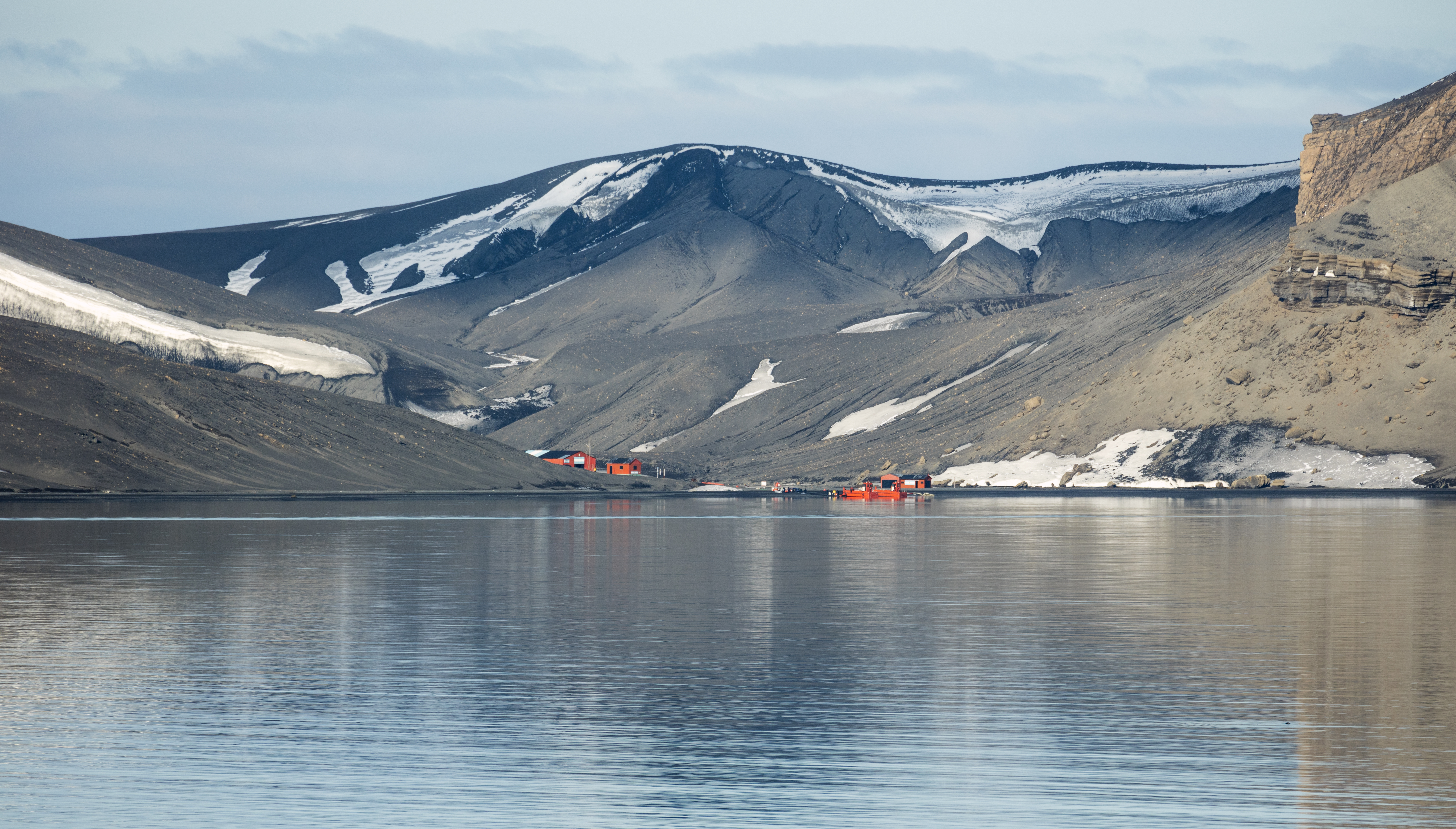
La base en el verano austral de 2016.

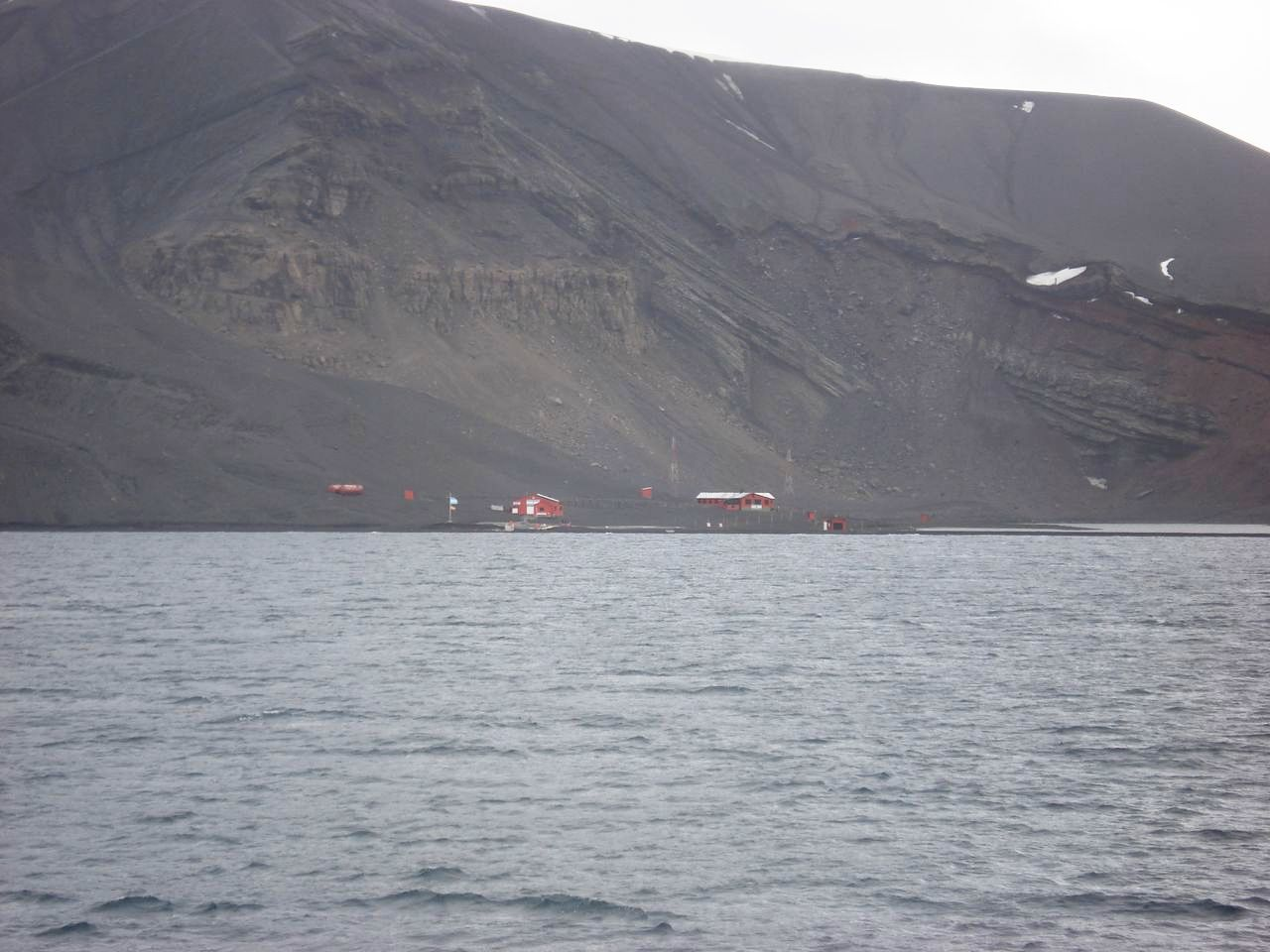
Vista de la base Decepción (CAV 08/09).

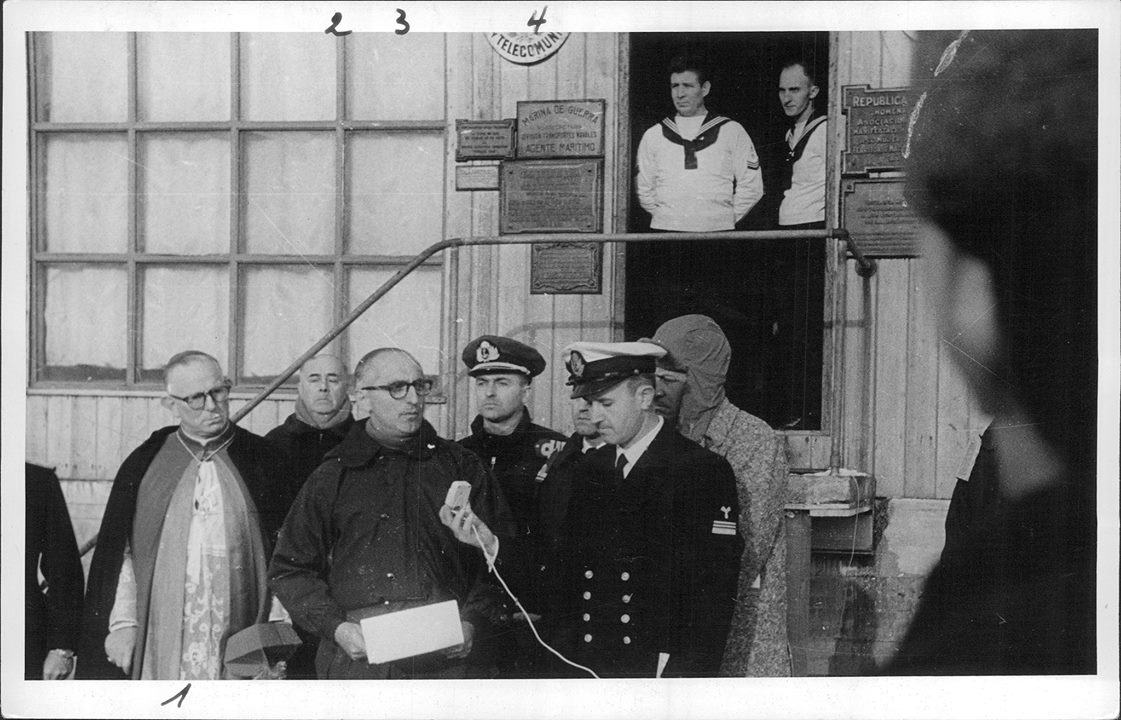
En la base Decepción, el presidente Arturo Frondizi brinda un discurso que es transmitido por radio.

La base antártica Decepción es una estación científica de la Antártida perteneciente a la República Argentina. Se sitúa a 62°58′33.42″S 60°41′55.05″O / -62.9759500, -60.6986250 en la costa sudoeste de bahía Primero de Mayo (o Fumarola), en el oeste de Puerto Foster en la isla Decepción de las Shetland del Sur. Se encuentra a 1 km de la base de España Gabriel de Castilla.

## Historia y características
La construcción de la base comenzó a fines de 1947, y fue inaugurada por la Armada Argentina el 25 de enero de 1948 con el nombre de destacamento naval Decepción (algunas fuentes también lo citan como destacamento naval 1° de Mayo), siendo su primer jefe el teniente de navío Roberto Cabrera. En las décadas siguientes fue el principal asentamiento argentino en la Antártida. Desde diciembre de 1967, debido a erupciones volcánicas en la isla, terminó su etapa como base permanente y pasó a ser de uso en verano. En la década de 1990 su nombre fue modificado a base antártica Decepción y más generalmente a base Decepción.
En la base funcionó desde el principio un observatorio meteorológico, agregándose en 1950 un sismógrafo y en 1951 una estación ionosférica. El 10 de abril de 1954 apareció la primera edición del periódico La Voz de Decepción, editado por el médico Julio A. Bonelli hasta 1955.
La investigación actual es principalmente geológica y vulcanológica. 
La base consta de ocho edificios, algunos de los cuales han sido dañados por piroclastos. En la casa principal hay dormitorios, cocina, salón de estar, una despensa, y la oficina de radio. La casa de emergencia es también habitable. Otros edificios son el Observatorio Volcanológico, y la casa de botes. Hay un helipuerto y un muelle precario.
En la campaña antártica de verano 2016-2017 la base fue abierta el 21 de diciembre de 2016 y fue cerrada el 13 de marzo de 2017. La dotación fue embarcada en el transporte ARA Bahía San Blas.
La infraestructura de la base cuenta con 1030 m² bajo techo, 16 m² de laboratorios científicos, área logística de 337 m² y 30 camas. Cuenta para transporte con 2 Zodiac con motor fuera de borda.

## Observatorio Volcanológico Decepción
El Observatorio Volcanológico Decepción (OVD) tiene su sede en la Base Decepción y fue creado en el verano austral de 1993, aunque su inauguración formal fue el 25 de enero de 1995. En él trabajan científicos argentinos del Instituto Antártico Argentino y la Universidad de Buenos Aires; y españoles del Consejo Superior de Investigaciones Científicas y del Museo Nacional de Ciencias Naturales de España. El observatorio realiza de diciembre a marzo el monitoreo sísmico y el seguimiento de la composición química de los gases fumarólicos, junto con estudios de gravimetría, magnetometría y controles termométricos de fumarolas y suelos calientes.

## Clima
| Parámetros climáticos promedio de Base Decepción | Parámetros climáticos promedio de Base Decepción | Parámetros climáticos promedio de Base Decepción | Parámetros climáticos promedio de Base Decepción | Parámetros climáticos promedio de Base Decepción | Parámetros climáticos promedio de Base Decepción | Parámetros climáticos promedio de Base Decepción | Parámetros climáticos promedio de Base Decepción | Parámetros climáticos promedio de Base Decepción | Parámetros climáticos promedio de Base Decepción | Parámetros climáticos promedio de Base Decepción | Parámetros climáticos promedio de Base Decepción | Parámetros climáticos promedio de Base Decepción | Parámetros climáticos promedio de Base Decepción |
| Mes                                              | Ene.                                             | Feb.                                             | Mar.                                             | Abr.                                             | May.                                             | Jun.                                             | Jul.                                             | Ago.                                             | Sep.                                             | Oct.                                             | Nov.                                             | Dic.                                             | Anual                                            |
| ------------------------------------------------ | ------------------------------------------------ | ------------------------------------------------ | ------------------------------------------------ | ------------------------------------------------ | ------------------------------------------------ | ------------------------------------------------ | ------------------------------------------------ | ------------------------------------------------ | ------------------------------------------------ | ------------------------------------------------ | ------------------------------------------------ | ------------------------------------------------ | ------------------------------------------------ |
| Temp. máx. media (°C)                            | 2.8                                              | 2.8                                              | 1.7                                              | -0.6                                             | -2.8                                             | -5                                               | -6.1                                             | -5.6                                             | -3.3                                             | -0.6                                             | 0                                                | 2.2                                              | -1.2                                             |
| Temp. mín. media (°C)                            | -0.6                                             | -0.6                                             | -1.7                                             | -4.4                                             | -7.2                                             | -10                                              | -11.7                                            | -11.1                                            | -8.3                                             | -5                                               | -3.9                                             | -1.1                                             | -5.5                                             |
| Precipitación total (mm)                         | 58.4                                             | 53.3                                             | 68.6                                             | 50.8                                             | 5.1                                              | 7.6                                              | 15.2                                             | 25.4                                             | 22.9                                             | 109.2                                            | 96.5                                             | 50.8                                             | 563.9                                            |
| Fuente: Weatherbase                              |                                                  |                                                  |                                                  |                                                  |                                                  |                                                  |                                                  |                                                  |                                                  |                                                  |                                                  |                                                  |                                                  |